# هاري بويكوف
هاري بويكوف (بالإنجليزية: Harry Boykoff)‏ مواليد 24 يوليو 1922 في بروكلين، نيويورك - الوفاة 20 فبراير 2001، كان لاعب كرة سلة أمريكي. بدأ مسيرته الاحترافية في سنة 1947. بلغ طوله 6 قدم 10 بوصة (2.1 م). اعتزل اللعب في 1951. لعب مع بوسطن سيلتكس وأتلانتا هوكس.

## روابط خارجية
- هاري بويكوف على موقع IMDb (الإنجليزية)
- هاري بويكوف على موقع إن بي أي (الإنجليزية)
- هاري بويكوف على موقع سبورتس رفرنس (الإنجليزية)
- هاري بويكوف على موقع ريلجم (الإنجليزية)
- هاري بويكوف على موقع بروبوليرز (الإنجليزية)
- هاري بويكوف على موقع سبورتس رفرنس (الإنجليزية)